# Magnuszewice
Magnuszewice – wieś w Polsce położona w województwie wielkopolskim, w powiecie jarocińskim, w gminie Kotlin.
W latach 1975–1998 miejscowość administracyjnie należała do województwa kaliskiego.